# Arrondissements du Haut-Rhin
Le département du Haut-Rhin, au sein de la collectivité européenne d'Alsace, comprend quatre arrondissements.

## Composition

Arrondissements du Haut-Rhin
Arrondissement d'Altkirch
Arrondissement de Colmar-Ribeauvillé
Arrondissement de Mulhouse
Arrondissement de Thann-Guebwiller

Les quatre arrondissements actuels ont comme chefs-lieux :  Colmar (conjointement avec Ribeauvillé, mais sous-préfecture à Colmar), Altkirch, Mulhouse et Thann (conjointement avec Guebwiller, mais sous-préfecture à Thann).
| Nom                                  | Code Insee | Superficie (km2) | Population (dernière pop. légale) | Densité (hab./km2) | Modifier             |
| ------------------------------------ | ---------- | ---------------- | --------------------------------- | ------------------ | -------------------- |
| Arrondissement d'Altkirch            | 681        | 663,10           | 69 934 (2022)                     | 105                | modifier les données |
| Arrondissement de Colmar-Ribeauvillé | 682        | 1 247,90         | 211 108 (2022)                    | 169                | modifier les données |
| Arrondissement de Mulhouse           | 684        | 707,10           | 357 005 (2022)                    | 505                | modifier les données |
| Arrondissement de Thann-Guebwiller   | 686        | 907,10           | 129 753 (2022)                    | 143                | modifier les données |
| Haut-Rhin                            | 68         | 3 525,00         | 767 800 (2022)                    | 218                | modifier les données |

## Histoire
- 1790 : création du département du Haut-Rhin avec trois districts : Altkirch, Belfort, Colmar
- 1800 : création des arrondissements : Altkirch, Belfort, Colmar, Delémont, Porrentruy (les deux correspondant au département du Mont-Terrible supprimé et rattaché au Haut-Rhin)
- 1814 : suppression des arrondissements de Delémont et Porrentruy (cédés à la Suisse)
- 1857 : la sous-préfecture d'Altkirch est déplacée à Mulhouse
- 1871 : suppression du département, presque entièrement annexé par l'Allemagne (sauf une partie de l'arrondissement de Belfort)
- 1919 : retour à la France et restauration du département : Altkirch, Colmar-Campagne, Colmar-Ville, Guebwiller, Mulhouse, Ribeauvillé, Thann[1]
- 1934 : fusion des arrondissements de Colmar-Campagne et Colmar-Ville en un seul arrondissement : Colmar[1]
- 2015 : à la suite du décret no 2014-1720 du 29 décembre 2014, les arrondissements de Guebwiller et de Ribeauvillé sont supprimés le 1er janvier 2015 et les arrondissements de Thann et de Colmar sont rebaptisés arrondissements de Thann-Guebwiller et de Colmar-Ribeauvillé[2].
- 2017 : modification des limites des arrondissements de Thann-Guebwiller et de Colmar-Ribeauvillé.